# Anathix puta
Anathix puta là một loài bướm đêm trong họ Noctuidae.